# Serves-sur-Rhône
Serves-sur-Rhône là một xã thuộc tỉnh Drôme trong vùng Auvergne-Rhône-Alpes đông nam nước Pháp.